# Яне Мильовски
Яне Кирил Мильовски (на македонска литературна норма: Јане Кирил Миљовски) е политик от Северна Македония.

## Биография
Роден е в град Скопие на 1 май 1946 година. Син е на югославския партизанин и академик Кирил Мильовски и внук на българския революционер от ВМРО Никола Мильовски.
Завършва Икономическия факултет на Скопския университет, където защитава и докторската си дисертация. Работи в Изпълнителния съвет на Социалистическа република Македония, а от там и в Юридическия факултет на Скопския университет, като асистент по политическа икономия. По-късно става доцент и редовен професор към факултета. Ректор е на Нюйоркски университет в Скопие. Министър без ресор, заместник-министър-председател и министър на финансите в няколко правителства на Република Македония.